# Петър Гребенаров
 Петър Живков Гребенаров е български общественик, деец на Вътрешната македонска революционна организация.

## Биография
Петър Гребенаров е роден на 3 април 1902 година в Охрид, тогава в Османската империя, днес в Северна Македония в семейството на дееца на ВМОРО Живко Гребенаров. Постъпва в Съюза на македонските младежки организации а, през 1925 година става член на ВМРО. След Деветнадесетомайския преврат в 1934 година, е интерниран. След освобождението му започва работа в Македонската кооперативна банка в София и допълнително е управител на кино „Македония“ към  Македонския културен дом.
След като Нацистка Германия разбива Кралска Югославия през април 1941 година, заедно с Димитър Цилев са сред първите българи влезли във Вардарска Македония.
На 14 юни 1944 г. Петър Гребенаров се явява в щаба на 15 Битолска дивизия, заедно 31 възрастни и нито един младеж. След взаимно запознаване след 2 дни заминава за град Воден. Групата се придружава от Димитър Цилев. На 16 юни 1944 г. в двора на едно училище, където в присъствието на един германски С.С. майор се разпределят на 2 групи. Едната група от 7 души остава във Воден, а останалите заминават веднага за град Костур. Цилев запознава всички с целта на това пристигане и какво предстои да се прави. Петър Гребенаров виждайки обстановката, още на следващия ден се връща с Цилев в София. Така започва организирането на македонската доброволческа армия в Егейска Македония, позната в Гърция под името „Охрана“. Ентусиазмът на българското население е неописуем. 
След Деветосептемврийския преврат, през декември 1944 година, по време на удара срещу водачите на ВМРО, е арестуван. През 1945 година е съден по процеса на Дванадесетия върховен състав на Народния съд.
До 1948 година лежи в секретния лагер на Областно управление 31 в Плевен без присъда, след това е прехвърлен в Пазарджишкия затвор, където умира. Според друг източник безследно изчезва през януари 1946 година.